# Bloc démocrate
Le bloc démocrate est un groupe parlementaire tunisien formé en 2016 lors de la Ire législature de l'Assemblée des représentants du peuple. Il reprend le nom d'un groupe parlementaire de l'Assemblée nationale constituante tunisienne de 2011 mais avec une composition différente.
Il rassemblée des membres du Hizb el-Harak, du Courant démocrate et du Mouvement du peuple.
Il est reconduit lors de la IIe législature de l'Assemblée des représentants du peuple, avec des membres du Courant démocrate, du Mouvement du peuple, du Parti de la voix des agriculteurs, de l'Union démocratique et sociale, du Front populaire et d'une liste indépendante.

## Historique et organisation

### Effectifs et dénominations
| Année | Nom            | Députés | Évolution | %     |
| ----- | -------------- | ------- | --------- | ----- |
| 2016  | Bloc démocrate | 12      | -         | 5,5   |
| 2019  | Bloc démocrate | 41      | 29        | 18,9  |
| 2020  | Bloc démocrate | 38      | 3         | 18,2  |
| 2021  | Bloc démocrate | 36      | 2         | 16,59 |

### Présidents
- 2016-2019 : Salem Labiadh
- 2019-2020 : Ghazi Chaouachi[3]
- 2020 : Hichem Ajbouni
- 2020-2021 : Mohamed Ammar[4]
- 2021 : Noomane El Euch[5]

## Députés

### 2016-2019
| Nom               | Parti | Parti                                    | Circonscription |
| ----------------- | ----- | ---------------------------------------- | --------------- |
| Imed Daïmi        |       | Congrès pour la République/Hizb el-Harak | Médenine        |
| Mabrouk Hrizi     |       | Congrès pour la République/Hizb el-Harak | Kasserine       |
| Sabri Dekhil      |       | Congrès pour la République/Hizb el-Harak | Gabès           |
| Ibrahim Ben Saïd  |       | Congrès pour la République/Hizb el-Harak | Kébili          |
| Samia Abbou       |       | Courant démocrate                        | 1re de Tunis    |
| Noomane El Euch   |       | Courant démocrate                        | 1re de Sfax     |
| Ghazi Chaouachi   |       | Courant démocrate                        | Ben Arous       |
| Salem Labiadh     |       | Mouvement du peuple                      | Médenine        |
| Zouhair Maghzaoui |       | Mouvement du peuple                      | Kébili          |
| Ridha Dellai      |       | Mouvement du peuple                      | Béja            |
| Rim Thairi        |       | Courant de l'amour                       | Kairouan        |
| Mohamed El Hamdi  |       | Courant de l'amour                       | Sidi Bouzid     |

### 2019-2024
Courant démocrate
- Nabil Hajji (Ariana)
- Ghazi Chaouachi puis Salma Maalej (Ben Arous)
- Farhat Rajhi (Bizerte)
- Mohamed Dihaeddine Ben Amor (Gabès)
- Nizar Makhloufi (Kairouan)
- Sofiane Makhloufi (La Manouba)
- Amal Saidi (Le Kef)
- Najmeddine Ben Salem (Mahdia), jusqu'au 24 juillet 2021[6]
- Lazhar Chemli (Monastir)
- Mhamed Bounani (Nabeul 1)
- Hatem Karoui (Nabeul 2)
- Noomane El Euch (Sfax 1)
- Salem Ketata (Sfax 2)
- Lasaâd Hajlaoui (Sidi Bouzid)
- Ridha Zaghmi (Sousse)
- Samia Abbou (Tunis 1)
- Hichem Ajbouni (Tunis 2)
- Mounira Ayari (Amériques et reste de l'Europe)
- Zied Ghanney (France 1)
- Anouar Ben Chahed (France 2)
- Majdi Karbai (Italie)
- Mohamed Ammar (Monde arabe et reste du monde), jusqu'au 15 juillet 2021[7].

Mouvement du peuple
- Ridha Dellai (Béja)
- Kamel Habib Farraj (Gabès)
- Haykel Mekki (Gafsa)
- Lotfi Ayadi (Jendouba)
- Khaled Krichi (Kairouan)
- Zouhair Maghzaoui (Kébili)
- Abderrazak Aouidet (La Manouba)
- Hatem Boubakri (Le Kef)
- Salem Labiadh (Médenine)
- Leïla Haddad (Médenine)
- Houcem Moussa (Monastir)
- Abdessalam Ben Amara (Sfax 1)
- Ali Ben Oun (Sfax 2)
- Badreddine Gammoudi (Sidi Bouzid)
- Mohsen Arfaoui (Tozeur)

Parti de la voix des agriculteurs
- Fayçal Tebbini (Jendouba), jusqu'au 13 avril 2020[8]

Front populaire
- Mongi Rahoui (Jendouba), jusqu'au 7 juin 2020[9]

Union démocratique et sociale
- Adnen Hajji (Gafsa), jusqu'au 26 mars 2020[10]

Citoyenneté et développement
- Chokri Dhouïbi (Tozeur)